# Demogenes andamanensis
Demogenes andamanensis är en spindelart som först beskrevs av Benoy Krishna Tikader 1980.  Demogenes andamanensis ingår i släktet Demogenes och familjen krabbspindlar.
Artens utbredningsområde är Andamanerna. Inga underarter finns listade i Catalogue of Life.